# 嘘つき姫と盲目王子
『嘘つき姫と盲目王子』（うそつきひめともうもくおうじ、英題：The Liar Princess and the Blind Prince）は、日本一ソフトウェアが開発し同社より2018年5月31日に発売されたゲームソフト。発売時点の対応プラットフォームはPlayStation 4・PlayStation Vita・Nintendo Switchで、後にiOS/Android版が2020年5月29日より配信開始された。

## 概要
日本一ソフトウェアの新規IPによるサイドビュー方式のアクションアドベンチャーゲーム。
少女の姿に変身できる異形の狼と人間の王子による物語で、不注意により王子を失明させてしまった狼は、王子の目を治すため、身分を姫と偽り二人連れ立って森の奥にある魔女の館を目指していく。作品内のグラフィックは絵本のようなタッチで描かれ、冒険の道中では謎解き要素も含まれている。ナレーションは声優の近藤玲奈が担当し、主題歌には志方あきこの歌・作詞・作曲による書き下ろし曲『月夜の音楽会』を起用している。
本作の開発は、過去に『htoL＃NiQ -ホタルノニッキ-』や『夜廻』などが生み出された日本一ソフトウェアの社内コンペ「日本一企画祭」がきっかけになっている。また、世界観のルーツは童話の『赤ずきん』だが、異種間の交流を描く作品ではオスの化け物と人間の女の子という組み合わせが多いことから設定を逆転させ、好きな男の子を守るために敵に食らいつく女の子という設定にしている。

## ストーリー
とある小さな王国の周囲には人が寄り付かない闇深い森が広がっていた。その森は魔女が支配し化け物たちが徘徊する恐ろしい場所だが、月夜の晩には狼の化け物が小高い岩の上で美しい歌声を響かせていた。そうした中、王国の王子は彼女の歌声に魅了されて森へ通い、岩の上に隠れて見えない声の主に拍手を送り続けた。狼は王子の存在に気付いた当初すぐに食べてしまおうと考えていたが、自分の歌をほめられるうちに食べる気が失せてしまった。
ある時、王子は声の主に会って仲良くなろうと決心し岩を登り始める。一方、いつものように歌を終えた狼は普段鳴り響くはずの拍手が聞こえないことを不思議に思い足元に目をやると、王子がすぐそばまで迫っていることに気づく。自分の姿を見られれば嫌われてしまうと考えた狼は大慌てで王子に手を伸ばすが、勢いあまって爪で王子の目元を切り裂いてしまう。衝撃で岩から足を滑らせた王子を助けようと狼は腕をつかむが、王子は腕に伝わる狼の感触を振り払おうともがき、そのまま転落していく。落下先が茂みの上だったため命は助かったものの、王子は失明する。
数日後、王族として二度と人前に出せない姿になったと考え失望する両親により、王子は城の塔に幽閉されていた。一方、この事実を知った狼は城に忍び込み王子のもとへ向かう。目元に布が巻かれて檻の中で佇む王子の姿を見た狼が思わず「王子…」と声を漏らすと、その声を聞いた王子は「森で歌っていた人…？」と気づくが、直後に、君は化け物に襲われなくてよかったと無事を喜ぶ言葉を口にし、狼は心が痛む。続けて、どうやってここに来たのかと王子が尋ねると、狼は王子が姿を確認できないことを利用し、自分は隣国の姫で王子の見舞いにやってきた、と咄嗟に嘘をつく。そして、外へ出ることを諦めている王子に対し、森の奥深くにいる魔女のところへ一緒に行って目を治してもらうことを提案する。しかし王子は、盲目の自分を連れ歩くことの大変さ、そして自分の目を潰した化け物の手の感触が腕に残っていることの怖さを語り言葉に詰まる。これを聞き、今の自分の手では王子の手を引けないと考えた狼は、王子に少し待っているように告げ、塔を出て森へ向かう。
魔女の館に到着した狼は魔女に対し、自分を人間にしてほしいと頼む。魔女は願いを叶えると語るが、その代償を求める。代償とは依頼者の最も大事なもののことで、それを結晶化して集めることが魔女の趣味であった。魔女は代償として狼の歌声を提示し、狼は覚悟を決めて了承する。狼から代償を得たことで上機嫌になった魔女は、サービスとして望みの姿に変えてやろうと提案し、狼はお姫様みたいにしてと答える。これに対し、狼の考えを見透かしている魔女は、自分も相手も人間ならば道中で化け物の餌食になると忠告し、法式に手を加えていつでも狼の姿に戻れるようにすると語ると、狼に魔法をかける。狼は、もうすぐ人間の姿で王子の手を引いて歩けるとの期待を胸に城への帰途につく。
狼から姿を変えた「姫」は王子のもとへ戻る。そして、一時的に狼になって檻を破壊すると姫の姿で王子の手を握り、二人で魔女のもとへ向かうことになる。

## システム
本作はゴール地点を目指すステージクリア型で、プレイヤーは狼またはその変身体の姫を操作する。王子は姫状態の時のみ手をつないで一緒に移動でき、狼状態の時には手をつなげない。また、狼形態の時には敵への攻撃や障害物の破壊、大ジャンプを行うことができ、敵に触れてもミスにならない。一方、姫または王子が敵に触れるとミスになる。
ステージ内の各所には、収集アイテムの花びらが配置されている。花びらは全部で100枚あり、一定数集めるごとにメニュー画面の「コレクション」の項目で設定資料が順次解禁される。また、これとは別の収集要素として、全部で10か所ある花畑の花を姫が王子にプレゼントすると、魔女にまつわるおとぎ話を閲覧できるようになる。

## アルバム
嘘つき姫と盲目王子 オリジナルサウンドトラック
ゲーム本編で使用されている楽曲15曲を収録。ただし主題歌の『月夜の音楽会』は収録されていない。2018年10月24日発売。
月夜の音楽会
本作の世界観をモチーフとしたコンセプトアルバム。主題歌『月夜の音楽会』のフルバージョンを含む、志方あきこの書き下ろしによるボーカル曲8曲を収録。2021年4月15日発売。